# Jonathan Reiner
Jonathan Reiner (* 22. April 1994 in Oberpullendorf, Burgenland) ist ein österreichischer Musiker, Songwriter und Produzent, der durch die Teilnahme an der österreichischen Castingshow Helden von morgen an Bekanntheit erlangte.

## Biographie
Bereits im Alter von acht Jahren bestand er die Aufnahmeprüfung bei den Wiener Sängerknaben, wo er seine ersten Bühnenerfahrungen machte und bis zu seinem 12. Lebensjahr blieb. Bis zu deren Auflösung Anfang August 2011 war Jonathan Reiner auch Mitglied der Experimental-Alternative-Progressive-Rock-Band The Lotus Effect, mit der er den Bandwettbewerb des burgenländischen Landesjugendreferates 2010 gewann. Ein Jahr zuvor hatte die Band den zweiten Platz erreicht.
Im Sommer 2010 bewarb er sich bei der Castingshow Helden von morgen und qualifizierte sich für die Finalsendungen. Dort schied er am 14. Jänner 2011 als Fünfter aus. Am 7. Jänner präsentierte er bei der Show sein selbst geschriebenes Lied Beautiful World, mit dem ihm drei Wochen später der Einstieg in die Ö3 Austria Top 40 auf Platz 10 gelang.
Derzeit schreibt und produziert er unter dem Synonym Nathan für diverse Größen der deutschen, aber auch internationalen Musikszene.
Im Frühjahr 2017 gründete er das Projekt illian, mit welchem er am 2. Juni 2017 seine Debüt-Single "A New Defined World" releaste.

## Diskografie
Songs
- Beautiful World (Jonathan Reiner, 2011)
- Everything Burns (Cornelia Mooswalder & Jonathan Reiner, 2011)
- Rollercoaster Remix (Julian le Play & Nathan aka Jonathan Reiner, 2014)
- Hand in Hand (Julian le Play, co-writing, 2017)
- Illusions (Defline & Jonathan Reiner (Vocals), 2014)
- Fly (Common Tiger feat. Nathan, 2016)
- Round and Round (Common Tiger, feat Nathan, feat Sir Bishop, 2017)
- Matches (Palastic feat. Nathan, 2017)
- A New Defined World (illian, 2017)
- Home (TIFA feat. Nathan, 2017)
- Far Away (Esh feat. Nathan, 2017)
- CBMD (illian, 2017)
- Bitter Sweet Symphony (MOUNT feat. illian, 2017)
- When I'm With You (illian, 2018)
- UVW (TIFA feat. Nathan, 2018)
- What If? (illian, 2018)
- The Best (LissA & illian, 2018)
- Fool (MOUNT, illian, 2019)